# Regentenstraße 212 (Mönchengladbach)

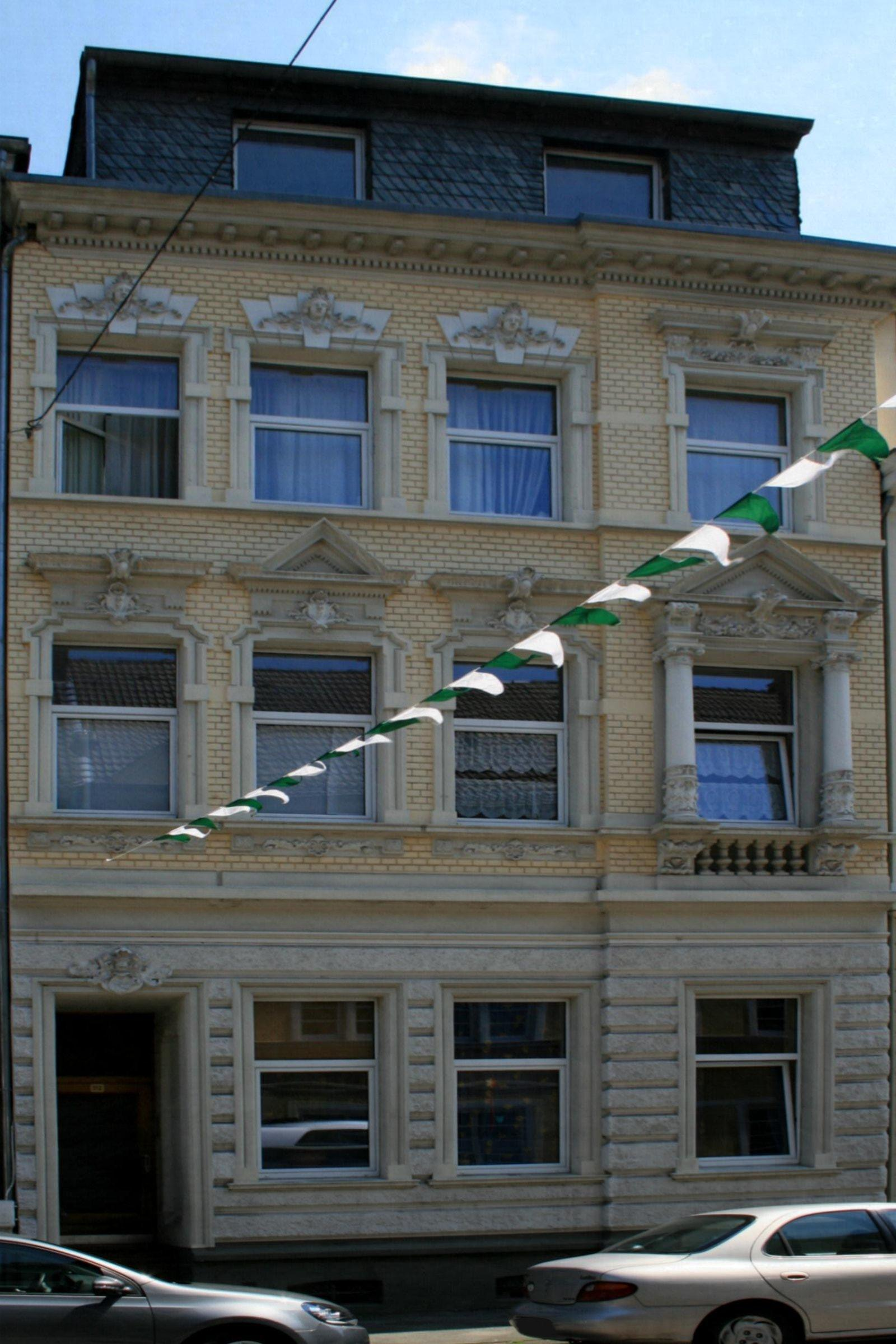
Wohnhaus (2010)

Das Wohnhaus Regentenstraße 212 steht im Stadtteil Eicken in Mönchengladbach (Nordrhein-Westfalen).
Das Gebäude wurde um die Jahrhundertwende erbaut. Es wurde unter Nr. R 007 am 4. Dezember 1984 in die Denkmalliste der Stadt Mönchengladbach eingetragen.

## Architektur
Das Wohnhaus Regentenstraße Nr. 212 im Stadtteil Eicken steht in einer Gebäudegruppe mit den Nachbarhäusern Nr. 214, 216, und 210. Das Gebäude ist ein dreigeschossiges Vier-Fensterhaus mit linksseitlichem Hauseingang. Das um die Jahrhundertwende erbaute Haus besitzt ein ausgebautes Dachgeschoss.